# Cadel Evans Great Ocean Road Race 2023
La 7.ª edición de la clásica ciclista Cadel Evans Great Ocean Road Race fue una carrera en Australia que se celebró el 29 de enero de 2023 sobre un recorrido de 174,3 kilómetros alrededor de Geelong.
La carrera formó parte del UCI WorldTour 2023, calendario ciclístico de máximo nivel mundial, siendo la segunda carrera de dicho circuito y fue ganada por el alemán Marius Mayrhofer del DSM. Completaron el podio, como segundo y tercer clasificado respectivamente, el francés Hugo Page del Intermarché-Circus-Wanty y el australiano Simon Clarke del Israel-Premier Tech.

## Equipos participantes
Tomaron parte en la carrera 14 equipos: 11 de categoría UCI WorldTeam, dos de categoría UCI ProTeam y la selección nacional de Australia. Formaron así un pelotón de 97 ciclistas de los que acabaron 83. Los equipos participantes fueron:
| WorldTeams (11)- AG2R Citroën Team - Arkéa-Samsic - Bora-Hansgrohe - EF Education-EasyPost - Ineos Grenadiers - Intermarché-Circus-Wanty - Soudal Quick-Step - Team Jayco AlUla - Team DSM - Trek-Segafredo - UAE Team Emirates ProTeams (2)- Israel-Premier Tech - Bolton Equities Black Spoke Pro Cycling translation for headoftableIII_translate index 39 not found- UniSA-Australia |
| |

## Clasificación final
- La clasificación finalizó de la siguiente forma:[2]

| \| Clasificación general \| Clasificación general \| Clasificación general \| Clasificación general \| Clasificación general \| \| Ciclista \| Ciclista \| Equipo \| Tiempo \| \| \| --------------------- \| --------------------- \| --------------------------------------- \| --------------------- \| --------------------- \| \| 1.º \| Marius Mayrhofer \| Team DSM \| 4 h 15 min 11 s \| \| \| 2.º \| Hugo Page \| Intermarché-Circus-Wanty \| + 0 s \| \| \| 3.º \| Simon Clarke \| Israel-Premier Tech \| + 0 s \| \| \| 4.º \| Michael Matthews \| Team Jayco AlUla \| + 0 s \| \| \| 5.º \| Corbin Strong \| Israel-Premier Tech \| + 0 s \| \| \| 6.º \| Caleb Ewan \| UniSA-Australia \| + 0 s \| \| \| 7.º \| Dion Smith \| Intermarché-Circus-Wanty \| + 0 s \| \| \| 8.º \| Marc Hirschi \| UAE Team Emirates \| + 0 s \| \| \| 9.º \| George Bennett \| UAE Team Emirates \| + 0 s \| \| \| 10.º \| Sean Quinn \| EF Education-EasyPost \| + 0 s \| \| \| 11.º \| Kévin Ledanois \| Arkéa-Samsic \| + 0 s \| \| \| 12.º \| Aaron Gate \| Bolton Equities Black Spoke Pro Cycling \| + 0 s \| \| \| 13.º \| Natnael Tesfatsion \| Trek-Segafredo \| + 0 s \| \| \| 14.º \| Mauro Schmid \| Soudal Quick-Step \| + 0 s \| \| \| 15.º \| Lucas Plapp \| Ineos Grenadiers \| + 0 s \| \| |                    |                                         |                 |
| |                    |                                         |                 |
| Fuente: ProCyclingStats |                    |                                         |                 |
| Clasificación general |                    |                                         |                 |
| Ciclista | Ciclista           | Equipo                                  | Tiempo          |
| 1.º | Marius Mayrhofer   | Team DSM                                | 4 h 15 min 11 s |
| 2.º | Hugo Page          | Intermarché-Circus-Wanty                | + 0 s           |
| 3.º | Simon Clarke       | Israel-Premier Tech                     | + 0 s           |
| 4.º | Michael Matthews   | Team Jayco AlUla                        | + 0 s           |
| 5.º | Corbin Strong      | Israel-Premier Tech                     | + 0 s           |
| 6.º | Caleb Ewan         | UniSA-Australia                         | + 0 s           |
| 7.º | Dion Smith         | Intermarché-Circus-Wanty                | + 0 s           |
| 8.º | Marc Hirschi       | UAE Team Emirates                       | + 0 s           |
| 9.º | George Bennett     | UAE Team Emirates                       | + 0 s           |
| 10.º | Sean Quinn         | EF Education-EasyPost                   | + 0 s           |
| 11.º | Kévin Ledanois     | Arkéa-Samsic                            | + 0 s           |
| 12.º | Aaron Gate         | Bolton Equities Black Spoke Pro Cycling | + 0 s           |
| 13.º | Natnael Tesfatsion | Trek-Segafredo                          | + 0 s           |
| 14.º | Mauro Schmid       | Soudal Quick-Step                       | + 0 s           |
| 15.º | Lucas Plapp        | Ineos Grenadiers                        | + 0 s           |

## Ciclistas participantes y posiciones finales
Convenciones:
- AB-N: Abandono en la etapa "N"
- FLT-N: Retiro por llegada fuera del límite de tiempo en la etapa "N"
- NTS-N: No tomó la salida para la etapa "N"
- DES-N: Descalificado o expulsado en la etapa "N"

## UCI World Ranking
La Cadel Evans Great Ocean Road Race otorgó puntos para el UCI World Ranking para corredores de los equipos en las categorías UCI WorldTeam, UCI ProTeam y Continental. Las siguientes tablas son el baremo de puntuación y los diez corredores que obtuvieron más puntos:
| Posición   | 1.º | 2.º | 3.º | 4.º | 5.º | 6.º | 7.º | 8.º | 9.º | 10.º | 11.º | 12.º | 13.º | 14.º | 15.º-20.º | 21.º-30.º | 31.º-50.º | 51.º-55.º | 56.º-60.º |
| Puntuación | 300 | 250 | 215 | 175 | 120 | 115 | 95  | 75  | 60  | 50   | 40   | 35   | 30   | 25   | 20        | 12        | 5         | 2         | 1         |

| Clasificación |                  |                          |        |
| Ciclista      | Ciclista         | Equipo                   | Puntos |
| ------------- | ---------------- | ------------------------ | ------ |
| 1.º           | Marius Mayrhofer | Team DSM                 | 300    |
| 2.º           | Hugo Page        | Intermarché-Circus-Wanty | 250    |
| 3.º           | Simon Clarke     | Israel-Premier Tech      | 215    |
| 4.º           | Michael Matthews | Jayco AlUla              | 175    |
| 5.º           | Corbin Strong    | Israel-Premier Tech      | 120    |
| 6.º           | Caleb Ewan       | UniSA-Australia          | 115    |
| 7.º           | Dion Smith       | Intermarché-Circus-Wanty | 95     |
| 8.º           | Marc Hirschi     | UAE Emirates             | 75     |
| 9.º           | George Bennett   | UAE Emirates             | 60     |
| 10.º          | Sean Quinn       | EF Education-EasyPost    | 50     |